# Robert Čapek
Robert Čapek (* 29. března 1967, Hradec Králové) je učitel a školní psycholog. Píše učebnice a vede vzdělávací školení a „Líný učitel“. Zaměřuje se na pedagogicko-psychologickými témata, konkrétně mj. alternativní metody výuky, hodnocení žáků, školní klima nebo spolupráce s rodiči. Je představitelem současného reformně-pedagogického hnutí v České republice.

## Životopis
Vystudoval na různých vysokých školách několik studijních oborů: sociální pedagogiku, rodinnou výchovu, výchovné poradenství, školní management a získal doktoráty z pedagogiky (Univerzita Palackého) a z psychologie (Univerzita Karlova). Během své pedagogické kariéry působil v českém školství na různých pozicích: učil na zvláštní, základní, střední i vysoké škole.
Je učitelem a školní psycholog, píše knihy, vytváří učebnice, metodické texty, píše blog a spravuje facebookové stránky „Líný učitel“. Spolupracuje se vzdělávacími institucemi. Jako lektor realizuje pro vzdělávací organizace semináře s pedagogicko-psychologickými tématy, jako jsou: podporující, klimatické a alternativní metody, hodnocení a sebehodnocení žáků, odměny a tresty ve školní praxi, třídní a školní klima, třídní schůzky a spolupráce s rodiči a další. Vede i workshopy a webové semináře na téma „Líný učitel“.
Je představitelem současného reformně-pedagogického hnutí v České republice.
V listopadu 2024 varoval Čapek, že 90 % učitelů bude ignorovat povinnost učit o LGBT tématech, i když se výuka stane povinnou od roku 2027.

## Publikace

### Série Líný učitel
- Líný učitel: Jak učit dobře a efektivně (2017)[9]
- Líný učitel: Cesta pedagogického hrdiny (2018)[9]
- Líný učitel: Kompas moderního učitele (2020)[9]
- Líný učitel: Vše o školním hodnocení (2022)[9]

### Ostatní
- Odměny a tresty ve školní praxi (2008)[9]
- Třídní klima a školní klima (2010)[9]
- Učitel a rodič (2013)[9]
- Moderní didaktika (2015)[9]
- Uč jako umělec (2020)[9]
- Učebnice občanské výchovy 6.–9. ročník[10]
- Aby škola neškodila (se Štěpánkou Cimlovou) (2024)[11]
- To by se učiteli stát nemělo (s Filipem Šimečkem a Jiřím Karenem) (2024)[12]